# Marie Franzos
Marie Franzos, genannt Mizi oder Mizzi (geboren am 17. September 1870 in Wien; gestorben am 6. August 1941 ebenda), war eine österreichische Frauenrechtlerin, Schriftstellerin und Übersetzerin, insbesondere aus den skandinavischen Sprachen, sowie Bibliothekarin des im Jahr 1900 gegründeten „Wiener Frauenklubs“. Sie veröffentlichte ihre Übersetzungen teilweise unter dem Pseudonym „Francis Maro“ (Frances Maro).

## Leben
Franzos entstammte einer deutsch-jüdischen Familie. Sie war die Tochter des Advokaten Max Franzos (* 5. Juli 1826 oder 1835–31. Juli 1893) und dessen am 20. Juni 1869 geheirateten Frau, der Übersetzerin Berta (geborene Ostersetzer, 9. Oktober 1850–23. August 1932), sowie eine Nichte des Schriftstellers Karl Emil Franzos. Sie hatte auch einen jüngeren Bruder Emil Franzos (1874–28. Februar 1928), der Rechtsanwalt wurde.
Sie besuchte die Damenakademie in Wien, wo sie die französische Staatsprüfung ablegte. Sie erlernte zudem autodidaktisch mehrere Sprachen, wie Dänisch, Italienisch, Spanisch und Schwedisch. Seit 1895 war sie als Übersetzerin nordischer Werke bekannter Schriftsteller ins Deutsche tätig. Zu diesen Autoren gehörten unter anderem Per Hallström, Ellen Key, Selma Lagerlöf, Oscar Levertin, Hjalmar Söderberg, Hjalmar Bergman, Gustaf af Geijerstam und andere. Sie schrieb aber auch eigene Novellen und Aufsätze oder hielt Vorträge über die skandinavische Literatur. Franzos engagierte sich auch als Frauenrechtlerin. Sie wurde Mitglied und Bibliothekarin im Allgemeinen Österreichischen Frauenverein, aus dem sie aufgrund von inneren Spannungen gemeinsam mit 24 weiteren Frauen, darunter Marianne Hainisch, am 28. April 1906 austrat. Für den Wiener Frauenclub war sie ebenfalls als Bibliothekarin tätig und war 1913 außerordentliches Mitglied im Wiener Verein der Schriftstellerinnen und Künstlerinnen. Im Jahr 1938 wurde ihr aufgrund ihrer jüdischen Abstammung die weitere Tätigkeit als Übersetzerin untersagt. Am 6. August 1941 beendete Franzos ihr Leben, da ihr die Ausreise in die Schweiz verweigert wurde. Sie lebte und arbeitete in der Gumpendorfer Straße Nr. 25 im 6. Gemeindebezirk Mariahilf.

## Auszeichnungen
- 1905: Goldene Medaille Litteris et Artibus, durch den schwedischen König Oskar II. in Stockholm.
- 1933: Verleihung eines Preises der Marianne Hainisch-Stiftung.

## Übersetzungen (Auswahl)
- Per Hallström: Verirrte Vögel. Ed. Moos, Erfurt 1897.
- Birger Mörner: Aller höchst Plaisir. S. Fischer, Berlin 1898.
- Gustav af Geijerstam: Das Haupt der Medusa. Deutsche Verlagsanstalt, Stuttgart 1898.
- Thomas Anstey Guthrie: Der Mann von Blankley und andere Humoresken. Ph. Reclam jr., Leipzig 1898.
- Axel Steenbuch: Kleine Dramen. Wiener Verlag, Wien 1901 (archive.org).
- Selma Lagerlöf: Die Königinnen von Kungahälla. Novellen. München 1903.
- Ågot Gjems Selmer: Die Doktorsfamilie im hohen Norden : ein Buch für die Jugend. Etzold, München 1903 (Originaltitel Smaapigernes bog).
- Ellen Key: Das Jahrhundert des Kindes. S. Fischer, Berlin 1905 (runeberg.org).
- Ellen Key: Rahel : eine biographische Skizze. E. Haberland, Leipzig 1907.
- Herman Bang: Ludwigshöhe. Roman einer Krankenpflegerin. S. Fischer, Berlin 1908 (Originaltitel: Ludvigsbakke. 1896).
- Selma Lagerlöf: Ein Stück Lebensgeschichte und andere Erzählungen. Albert Langen, München 1909 (archive.org).
- Per Hallström: Drei Novellen: Thanatos-Der Kuckuck-Dornröschen (Insel-Bücherei. Nr. 64). Insel-Verlag, Leipzig 1913.

Ihre Übersetzung von Selma Lagerlöfs Novelle Das Mädchen vom Moorhof aus dem Jahr 1909 fand im Jahr 1955 auch Verwendung in der gleichnamigen Hörspielbearbeitung des Bayerischen Rundfunks, bei der Heinz-Günter Stamm die Regie führte.